# Dům Slovo

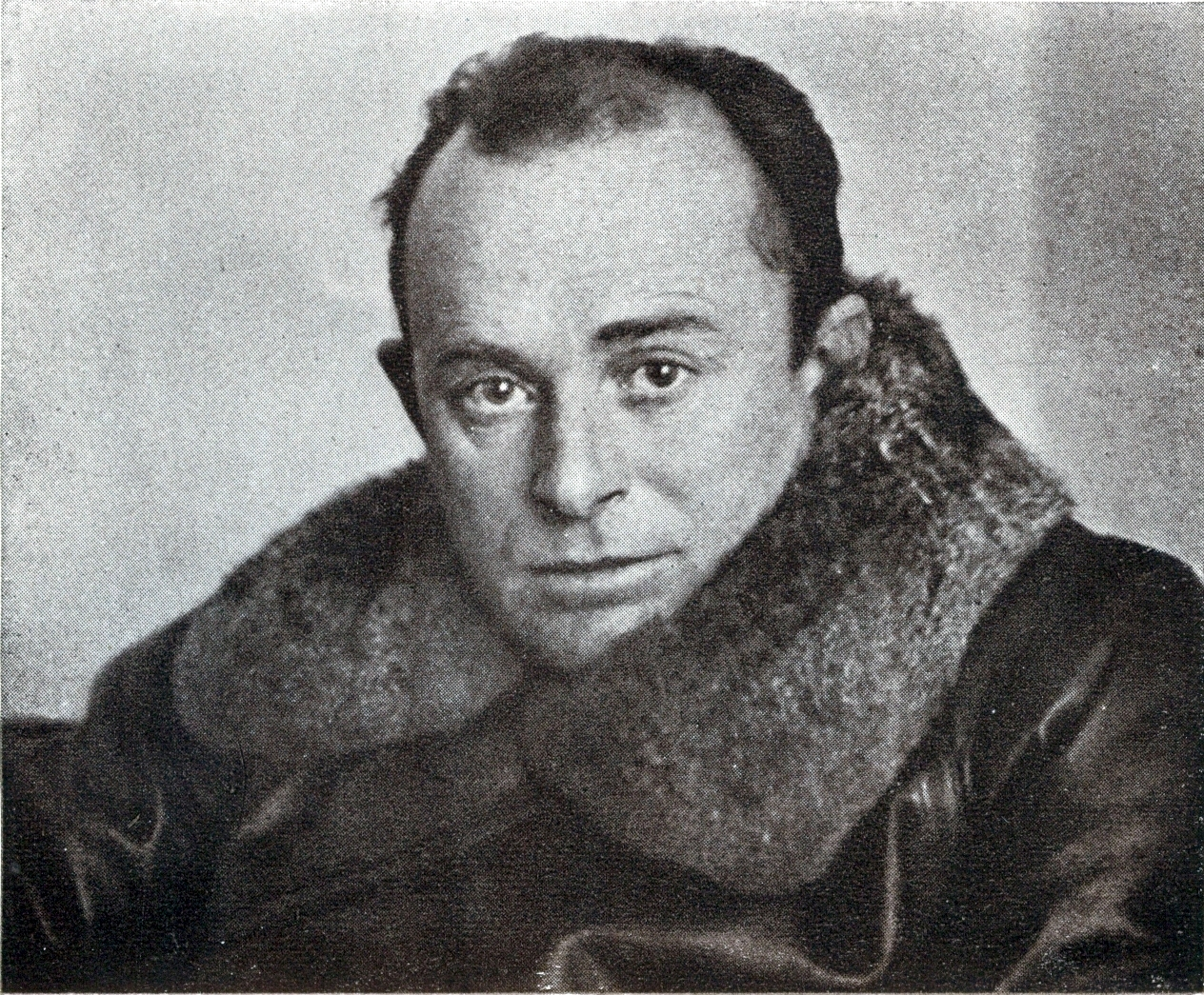
Ostap Vyšňa v roce 1928

Dům Slovo (ukrajinsky Будинок «Слово», Budynok «Slovo») je vícepatrový obytný dům v Charkově. Jeho tvar připomíná písmeno "C", neboli "S" v cyrilici, první písmeno názvu budovy. Název i tvar byly zvoleny symbolicky s ohledem na to, že byl dům koncem 20. let 20. století původně vystavěn k ubytování ukrajinských umělců, především literátů.
Umělci byli v domě odposloucháváni, čelili perzekuci a více než 30 z nich bylo ve 30. letech během stalinských čistek zastřeleno v rámci procesů zaměřených na likvidaci ukrajinské inteligence, které později vešly ve známost jako popravené, nebo také „rozstřílené“ obrození.
Dnes v jinak běžném bytovém domě Charkovské literární muzeum pořádá tvůrčí rezidenční pobyty pro zahraniční umělce. Z České republiky se pobytu zúčastnila např. Adéla Knapová nebo Petra Hůlová.
V březnu 2022 byla budova částečně poškozena ostřelováním ruských invazních sil.

## Okolnosti vzniku a výstavba
Po vzniku Ukrajinské sovětské socialistické republiky se v roce 1919 prvním oficiálně vyhlášeným hlavním městem stal Charkov, který v roli metropole nahradil dosavadní přirozené centrum země a hlavní město Ukrajinské lidové republiky Kyjev. Důvodů pro toto rozhodnutí bylo vícero, především ale fakt, že západnější části Ukrajiny včetně Kyjeva ještě vzdorovaly sovětské nadvládě a bolševické orgány je tak neměly zcela pod kontrolou, výhoda Charkova ale z hlediska zájmů sovětského vedení spočívala i ve větší blízkosti Rusku a přátelštěji naladěném obyvatelstvu. Důsledkem tohoto rozhodnutí byl rychlý rozvoj města, kde vznikal průmysl a významně stoupal počet obyvatel. Do Charkova se proto začala z Kyjeva přesouvat i část ukrajinské inteligence, což bylo dále umocněno politikou tzv. korenizace. Ta označovala poměrně krátkodobý proces v Sovětském svazu začátku 20. let, během nějž byly v okrajových republikách oficiálně podporování představitelé neruských národů, v tomto případě tedy Ukrajinci, a to s cílem upevnit loajalitu státního aparátu, ale i běžného obyvatelstva. Jedním z projevů tohoto procesu byla i několik málo let trvající podpora ukrajinské kultury, byť samozřejmě v mantinelech komunistické ideologie.
Jelikož jedním z důsledků rychle rostoucího počtu obyvatel Charkova, jenž stoupl z 285 tisíc v roce 1920 na 423 tisíc v roce 1927, byla i bytová nouze, dostala se řada umělců přicházejících do města do těžké sociální situace, v níž si nemohli ze svých minimálních honorářů dovolit platit městské nájmy a museli mnohdy žít ve svých kancelářích. Situaci se v polovině 20. let rozhodl řešit významný ukrajinský spisovatel, satirik a člen literární skupiny „Pluh“ Ostap Vyšňa tím, že oslovil sovětské orgány s žádostí o výstavbu družstevního bytového domu, který by poskytl bydlení nejvýznamnějším ukrajinským literátům své doby. Sovětské úřady záměr skutečně schválily, neboť byl v souladu s politikou korenizace a navíc ho vnímaly jako způsob, jak udržet ukrajinské tvůrce pod dohledem. Tvorbou projektu byl pověřen architekt Mytrofan Daškevyč, který zvolil charakteristický tvar domu odkazující na jeho název. Stavba započala 8. září 1927 a byla financována kombinací státních prostředků a prvotního vkladu budoucích obyvatel, avšak s na svou dobu netradiční podmínkou, že jednotliví obyvatelé do 15 let splatí státu cenu svých bytů.
Výstavba se však zadrhla hned v průběhu roku 1928, kdy se ukázalo, že na dokončení projektu není z veřejného rozpočtu vyčleněno dost peněz. Proto když v únoru 1929 probíhal v Moskvě „ukrajinský týden“, během nějž se měli vybraní ukrajinští umělci možnost setkat se Stalinem, Ostap Vyšňa využil této příležitosti a o zajištění financování požádal osobně přímo Stalina. Ten souhlasil a ještě ve stejný den byly prostředky na dokončení domu Slovo poskytnuty.
Dům Slovo byl oficiálně dokončen 25. 12. 1929 a první obyvatelé se do něj nastěhovali ještě před Novým rokem 1930. V té době však ještě nebyly byty zcela dokončené, chybělo např. ústřední vytápění.

## Charakter domu

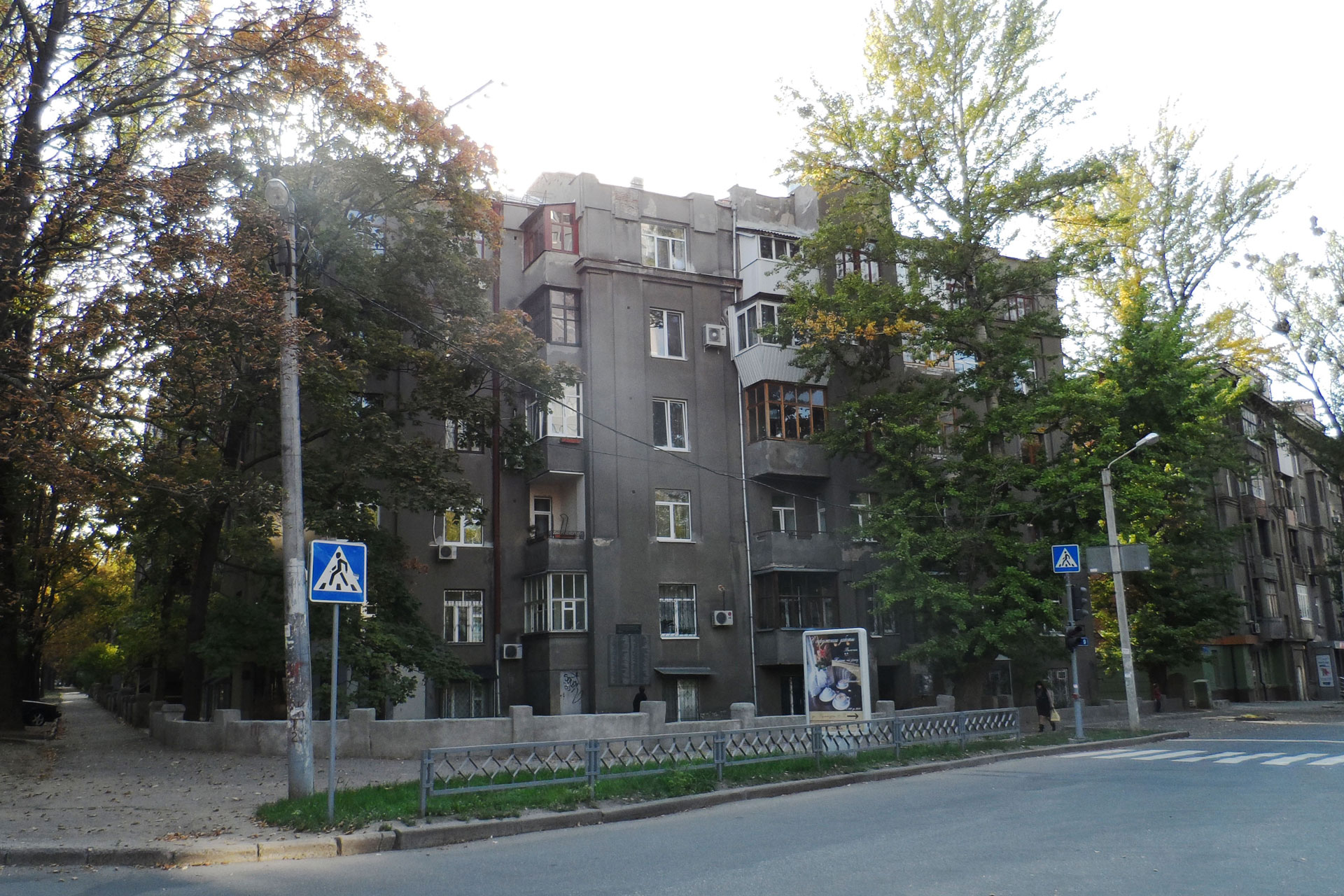
Podoba domu v roce 2012

Stavebně je konstruktivistický dům Slovo pětipatrový bytový dům s jedním podzemním patrem, pěti vchody a 66 byty. Tří až pětipokojové byty byly na svou dobu koncipovány velmi nadstandardně, byly v nich 3,28 m vysoké stropy a každý byt byl vybaven vlastním telefonem, což v té době nebylo běžné. Jak se později ukázalo, všechny telefony však byly zřejmě odposlouchávány. Byty měly vlastní koupelnu, ústřední vytápění a velká okna. Jednotlivé bytové jednotky byly mezi obyvatele rozděleny losem, s výjimkou několika, které si předem vybrali představitelé družstva a lidé přímo se podílející na projektu výstavby.
Kromě osobních prostor jednotlivých obyvatel dům nabízel i studia pro uměleckou tvorbu, přírodní solárium, saunu, prádelnu, zahradu a mateřskou školku. Projekt počítal i s vybavením výtahy, vzhledem k omezeným možnostem sovětského hospodářství však byly dosazeny až po druhé světové válce, a to pouze do vchodů č. 1 a 5.

## Obyvatelé a jejich osud

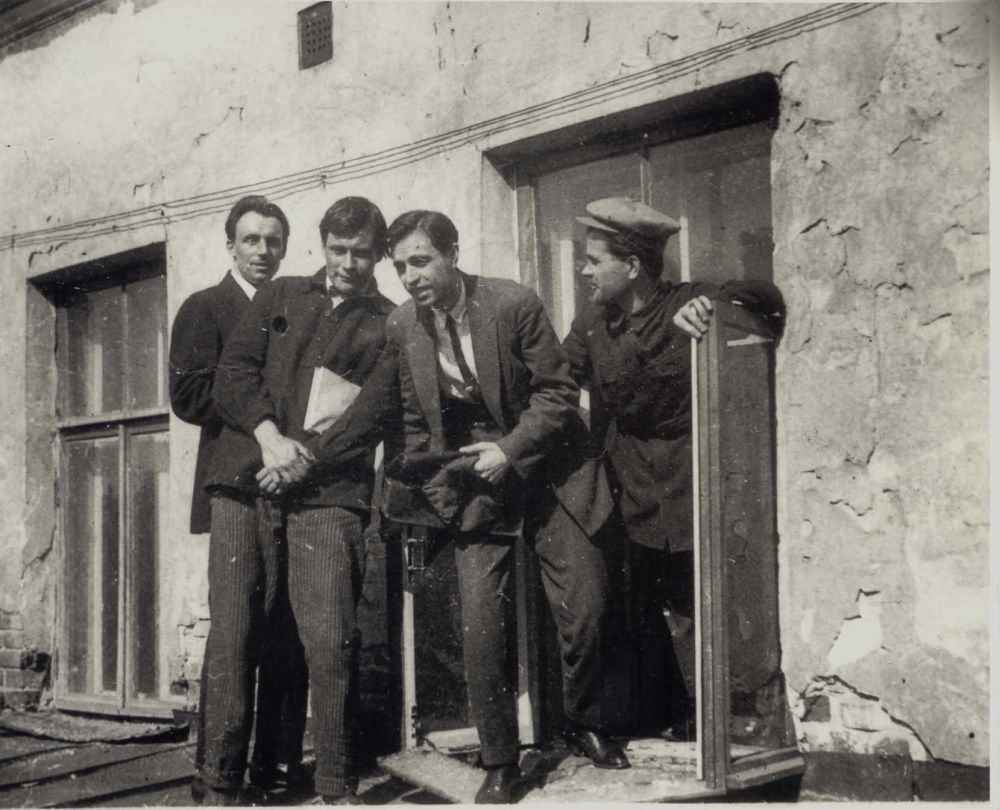
Petro Panč, Majk Johansen, Vasyl Vražlyvyj a Hryhorij Epik v Charkově roku 1928

V domě byla ubytována řada významných ukrajinských literátů, mezi nimiž byli např. Ostap Vyšňa, Mykola Chvyljovyj, Volodymyr Sosjura, Pavlo Tyčyna, Mychajlo Semenko, Majk Johansen, Anatol Petryckyj, Vasyl Sedljar, Hryhoryj Epik nebo Ivan Padalka. Umělci patřili k příznivcům nejen různých literárních, ale také politických směrů. Řada z nich na sklonku první světové války a počátkem 20. let působila v Ukrajinské lidové republice, někteří z nich dokonce bojovali v jejích ozbrojených silách proti bolševikům – Petro Panč a Andrij Holovko dokonce jako důstojníci. Někteří umělci zase byli původně členy tzv. borotbystů, ukrajinské levicově-nacionalistické strany, která byla v roce 1920 pod nátlakem sloučena s Komunistickou stranou Ukrajiny. Zastánci tohoto politického směru sice byli komunisté, avšak prosazovali svébytnou ukrajinskou národní a kulturní identitu a bránili se násilné ruské asimilaci. V domě Slovo však šlo najít i vyloženě prorežimní tvůrce, a to především Ivana Kyrylenka, Ivana Mykytenka a Ivana Kulika. Tito tvůrci aktivně donášeli na ostatní obyvatele a další pro-ukrajinsky orientované umělce a sepisovali pamflety odsuzující jejich údajný buržoazní nacionalismus.

### První zatčení

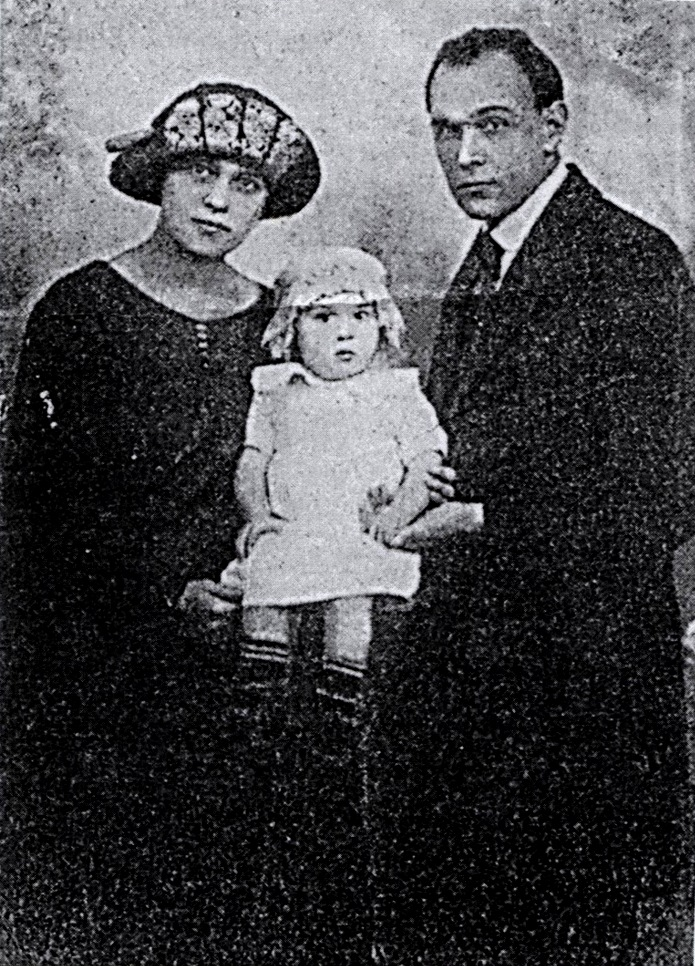
Halyna Orlivna se svým mužem Klymem Poliščukem a dcerou Lesjou

S tím, jak se na přelomu 20. a 30. let 20. století začal naplno rozvíjet stalinismus, začala se stupňovat i represe proti obyvatelům domu Slovo, kteří zcela nesouzněli se sovětským režimem. První zatčenou se stala v lednu 1931 ukrajinská herečka Halyna Orlivna (Mněvská), která odmítla veřejně odsoudit svého (již dříve zatčeného a později popraveného) muže. Odsouzena byla k pěti letům vězení a doživotnímu vyhoštění z Ukrajiny.
Dalším zatčeným se jen o dva měsíce později stal Pavlo Chrystjuk, který si byl dlouhodobě vědom své nezáviděníhodné pozice, protože jako bývalý představitel Ukrajinské lidové republiky (krátce dokonce ministr vnitra) a jeden ze zakládajících členů Ukrajinské strany socialistů-revolucionářů byl pro sovětské orgány nepohodlný. Ačkoliv z tohoto důvodu sám netvořil díla, která by byla ideologicky závadná, jako kritik pozitivně hodnotil taková díla od jiných autorů, např. jiného spoluobyvatele domu Slovo Hryhoryje Epika. To zřejmě vedlo k tomu, že byl obviněn z členství v neexistujícím Ukrajinském národním centru a odsouzen k vězení v jednom z Kolymských gulagů, kde později zemřel.
Třetím zatčeným se stal Ivan Bahrjanyj, který byl obviněn z šíření kontrarevoluční propagandy, čímž měly sovětské orgány na mysli tvorbu básní. Trnem v oku byl především veršovaný román Skelka pojednávající o povstání obyvatel stejnojmenné vesnice proti moskevským církevním představitelům v 18. století. Po zatčení strávil 11 měsíců v izolaci a následně byl na tři roky vyhoštěn do pracovních táborů na dálném východě v oblasti Chabarovsku, odkud ale následně utekl a až do svého dalšího zatčení v roce 1938 se skrýval na Zelené Ukrajině.

### Hlavní vlna zatýkání
První tři zatčení předznamenala osud velkého množství dalších obyvatel domu Slovo. Hlavní vlna zatýkání vypukla v roce 1933, kdy NKVD uzavřela část vchodů domu a začala otevřeně sledovat veškeré dění v něm. Vystupňovala se i obvinění proti zatčeným – když byl v květnu 1933 zatčen Mychajlo Jalovyj, byl – ač sám komunista – obviněn z přípravy kontrarevolučního fašistického hnutí usilujícího o svržení sovětské vlády, špionáže pro Polsko a plánování atentátu na tajemníka charkovského výboru komunistické strany Pavla Postyševa. Odsouzen byl nejprve k 10 letům v gulagu na Sibiři, ale později byl jeho trest překvalifikován na trest smrti a v listopadu 1937 byl spolu se stovkami dalších zastřelen v Sandarmohu.

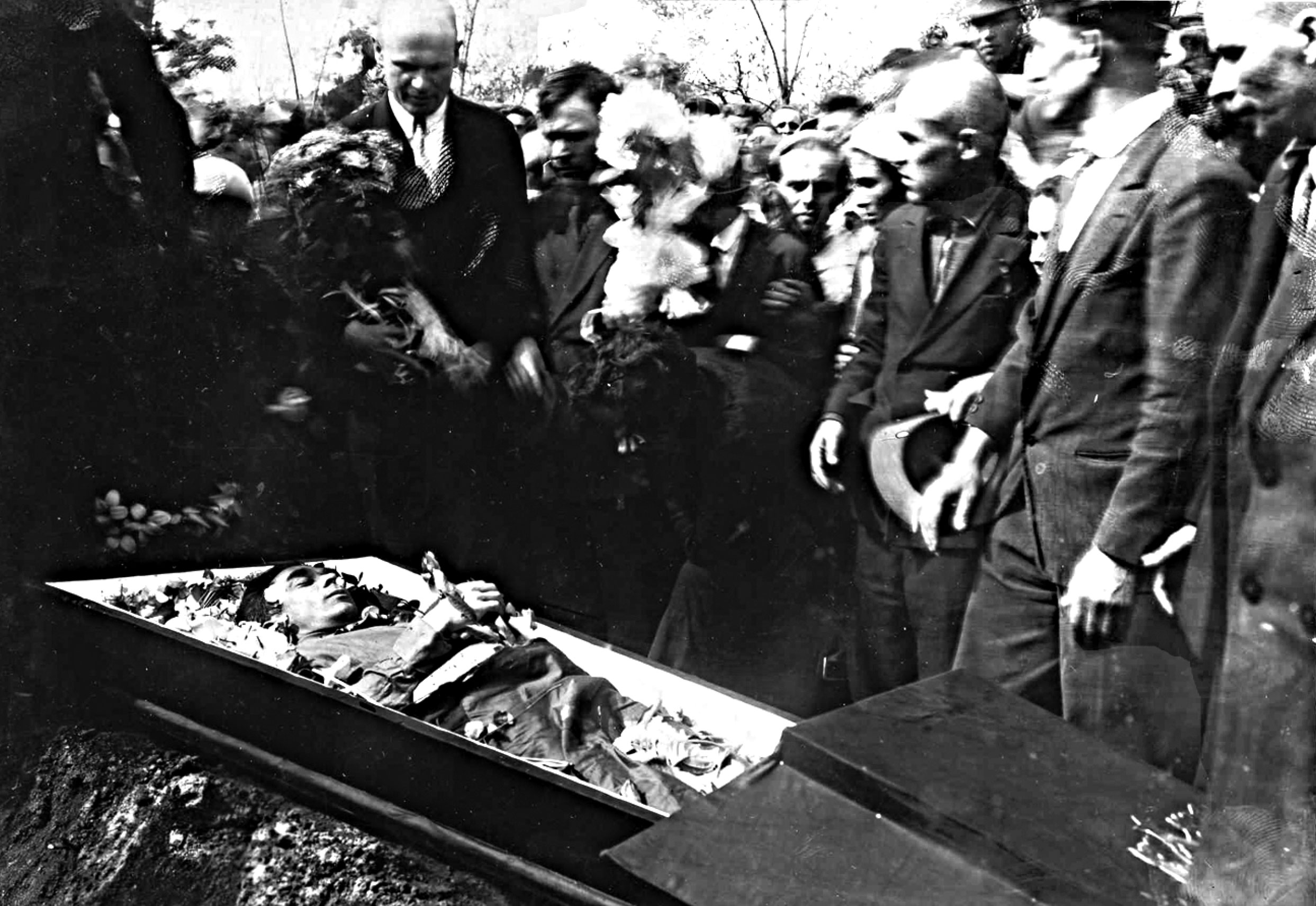
Pohřeb Mykoly Chvyljovyje v roce 1933

Hned následující den po zatčení Jalovyje svolal Mykola Chvyljovyj do svého bytu schůzku s Mykolou Kulišem a Olesem Dosvitnim. Na setkání umělci diskutovali případ svého kolegy a neúspěšně se snažili najít řešení. Mykola Chvyljovyj v závěru rozhovoru odešel do své pracovny, kde se na protest zastřelil. Vzkaz na rozloučenou zněl takto: „Zatčení Jalovyje je popravou celé generace. A za co? Za to, že byli nejupřímnějšími komunisty? Nerozumím ničemu. Ať žije komunismus. Ať žije komunistická strana...“.

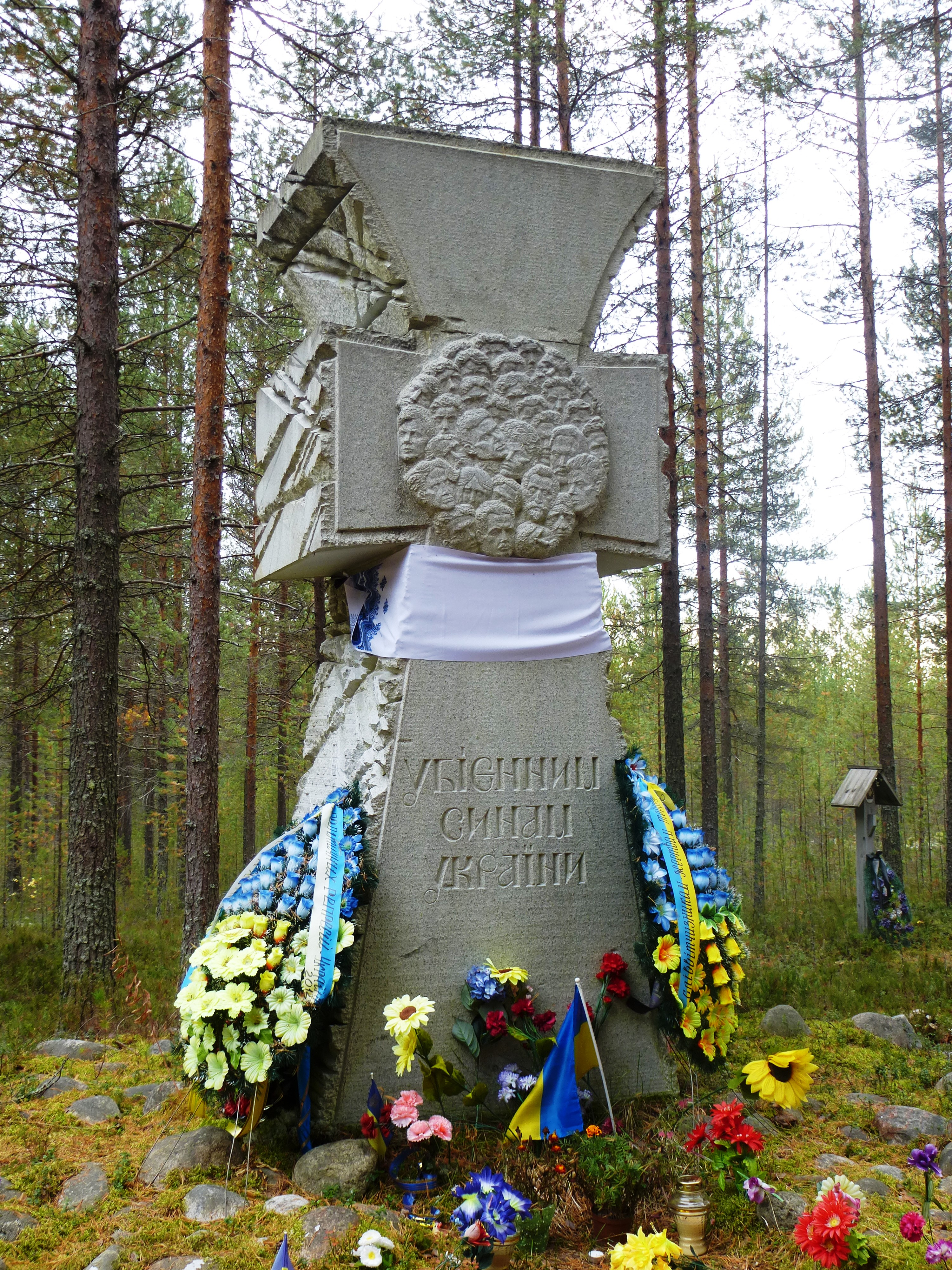
Památník popraveným Ukrajincům v Sandarmohu

Od této události zatýkání pokračovalo rychlým tempem. V listopadu 1933 byl za „rozvracení státní politiky a ideologickou nestabilitu“ zatčen a o tři měsíce později z rozhodnutí Trojky NKVD bez soudu zastřelen Serhij Pylypenko. Hned v prosinci 1933 byli zatčeni Les Kurbas a Ostap Vyšňa a zatýkání pokračovalo i další rok, kdy byl zatčen Mykola Kuliš a Hryhorij Epik. Všichni byli obviněni z terorismu, nacionalismu, rozvracení sovětských politik a podobných ideologických zločinů a odsouzeni na 5 až 10 let do Soloveckého tábora zvláštního určení. Většina z nich byla donucena napsat hanopisy, v nichž útočili na sebe, své kolegy i ukrajinskou inteligenci obecně. Epik byl takto např. nucen sepsat přiznání, že spolu s dalšími pěti obyvateli domu Slovo patřil do neexistující teroristické organizace a žádat, aby „všichni byli zastřeleni jako šílení psi.“ Navzdory původnímu rozsudku a vynuceným omluvám byli všichni v listopadu 1937 v Sandarmohu zastřeleni během čtyř dní trvající hromadné popravy, která stála život 1 111 lidí – převážně politických vězňů a inteligence. Unikl pouze Ostap Vyšňa, kterého zachránil jeho špatný zdravotní stav.
Celkem se stalinské čistky dotkly obyvatel 40 z 66 bytů domu Slovo. Popraveno bylo 33 obyvatel, 5 bylo odsouzeno k dlouholetým trestům v gulagu (které 2 nepřežili), jeden spáchal sebevraždu a jeden zemřel za nevyjasněných okolností. Všichni byli obviněni z převážně vykonstruovaných politických zločinů.
V roce 1934 se hlavní město Ukrajinské SSR přesunulo z Charkova do Kyjeva, k čemuž kromě Holodomoru přispělo právě i hromadné zatýkání a popravy v Charkově. Zbývající obyvatelé domu Slovo byli přesunuti do Kyjeva do Domu spisovatelů, známého též jako RoLit.